# Artem Topchanyuk
Artem Topchanyuk, né le 27 janvier 1989, est un coureur cycliste ukrainien.

## Palmarès
- 2009
  - 3e du championnat d'Ukraine sur route espoirs
- 2010
  -  Champion d'Ukraine de la montagne
  -  Champion d'Ukraine sur route espoirs
  - 2e du championnat d'Ukraine du contre-la-montre en côte
- 2011
  - 3e du Mémorial Oleg Dyachenko
  - 3e du championnat d'Ukraine du contre-la-montre espoirs
  - 3e du Golan II
  - 4e du championnat d'Europe sur route espoirs
- 2012
  - 3e du Sibiu Cycling Tour
- 2014
  - 2eb étape du Tour d'Arad (contre-la-montre par équipes)
  - 2e du Tour d'Arad
  - 2e de la Hets Hatsafon
- 2015
  - 3e du Tour de Serbie
  - 3e de l'Odessa Grand Prix 1

## Classements mondiaux
| Année           | 2010 | 2011 | 2012 |
| --------------- | ---- | ---- | ---- |
| UCI Africa Tour |      |      | 107e |
| UCI Asia Tour   |      | 133e |      |
| UCI Europe Tour | 982e | 321e | 389e |